# Жук Петро Миколайович
Жук Петро Миколайович — (нар.13 липня 1930, Добровілля — пом. 9 грудня 2018, Черкаси) — український журналіст, член НСЖУ, Заслужений журналіст України.

## Життєпис
Народився у с. Добровілля Близнюківський район Харківська область. Батько — Жук Микола Семенович (1896—1970), працював столяром у МТС, мати — Жук Харитина Пимонівна (1904—1993), працювала у колгоспі.

Освіта вища. навчався на факультет журналістики Харківський державний університет (4 курси). Закінчив факультет журналістики Київський державний університет ім. Т. Г. Шевченка (1954). У Черкаси приїхав по направленню після створення Черкаська область (7 січня, 1954) та утворення обласної газети «Черкаська правда»
«Коли організувалася в Черкасах обласна газета „Черкаська правда“, її редактор Михайло Гольцев написав на факультет листа: „Порекомендуйте мені своїх найкращих випускників“, — розповідає Петро Миколайович. — Секретар парткому написав на мене таку гарну рекомендацію, так розхвалив! Словом, нас, вісьмох випускників, відправили в Черкаси. І я, безпартійний, потрапив у відділ партійного життя»
Похований в Черкаси на міському кладовищі № 1 у сімейній усипальниці родини Жуків. Там похована дружина журналістка Валентина Жук та син Павло Жук.

## Діяльність
1954 р.- працював кореспондентом обласної газети «Черкаська правда».
1960 р. — кореспондент обласної молодіжної газети "Молодь Черкащини".
1966—1970 — редактор обласної молодіжної газети "Молодь Черкащини".
З 1970 р. — власний кореспондент газети «Радянська Україна» по Черкаська та Кіровоградська область.
1993 р. — вийшов на пенсію.
З 1993 р. — керівник редакційно-видавничої групи Черкаська обласна державна адміністрація «Реабілітовані історією. Черкаська область».
Ініціатор створення єдиного в Україні літературно-меморіальний музей Василя Симоненка при редакції газети «Черкаська правда».

## Творчість
«Партизан Іван Калашник» (1977) — авторство разом з дружиною журналістом Валентиною Жук Наклад 165000. Згодом перевидалася під назвою «Поєдинок з Вервольфом» (1990). Наклад 25000. (1990).

##### Співавтор
- «Буремний березень» (1965).
- «Оновлення» (1967).
- «Черкашина заповідна» (1972).
- «Історія міст і сіл УРСР. Черкаська область» (1972).
- «Герои освободители Черкащины»
- «Они защищали мир»
- «Герої бурякових нив»
- «Герої тваринницьких ферм».
- «Смарагдове намисто Черкас» (1986).
- «Черкащина в храмобудівництві».
- «Уславлені подвигом»
- «Жорна» (1999)
- «Черкащина в роки Великої Вітчизняної війни 1941—1945 р.р.» (2000);
- «Голодомор на Черкащині. Книга пам'яті в документах і спогадах» (2007).
- «Черкащина в період становлення Української держави 1917—1919 рр.» (2008);
- «Національна книга Пам'яті жертв голодомору 1932—1933 в Україні. Черкаська область» у двох частинах (2008);
- «Увінчані славою» (2010)
- Віталій Юрченко «Пекло на землі» (2010)
- «Сірий степ з червоними мальвами» (2016).

##### Упорядник
- В. Симоненко «Твори у 2-х томах» (2004)
- «Зажинок» (2011)
- «Цар Плаксій і Лоскотон. Твори для дітей» (2013)
- «Кобзар» Т. Г. Шевченко коштом Платон Симиренко.

## Нагороди
- Лауреат обласної журналістської премії ім. Апкадій Гайдар.
- Диплом «Золоте перо». Національна спілка журналістів України.
- Заслужений журналіст України.
- 2014 р. — Довічна стипендія Президента України.